# Acrotrichis
Acrotrichis ist eine Gattung der Käfer aus der Familie der Zwergkäfer (Ptiliidae) innerhalb der Unterfamilie Acrotrichinae. Sie kommt in Europa mit 33 Arten vor, in Mitteleuropa sind es davon 23.

## Merkmale
Die Käfer werden 0,5 bis 1,1 Millimeter lang und haben einen dunkel gefärbten, gedrungenen, flach gewölbten Körper. Sie sind gut anhand des basal sehr breiten und nach vorne sich rund verengenden Halsschilds und dessen spitz nach hinten gezogene Hinterwinkel, die die Basis der Deckflügel umfassen, zu erkennen. Die Deckflügel sind häufig nach hinten etwas konisch zulaufend und dort unscharf gelb gesäumt. 

## Vorkommen und Lebensweise
Die Tiere leben unter faulendem Pflanzenmaterial und feuchtem Laub, in Dung, an Aas, Pflanzensaft oder in Vogelnestern und myrmekophil mit Ameisen.  

## Arten (Europa)
- Acrotrichis arnoldi Rosskothen, 1935
- Acrotrichis atomaria (De Geer, 1774)
- Acrotrichis brevipennis (Erichson, 1845)
- Acrotrichis caphalotes (Allibert, 1844)
- Acrotrichis cognata (Matthews, 1877)
- Acrotrichis danica Sundt, 1958
- Acrotrichis dispar (Matthews, 1865)
- Acrotrichis fascicularis (Herbst, 1793)
- Acrotrichis henrici (Matthews, 1872)
- Acrotrichis insularis (Maklin, 1852)
- Acrotrichis intermedia (Gillmeister, 1845)
- Acrotrichis josephi (Matthews, 1872)
- Acrotrichis lucidula Rosskothen, 1935
- Acrotrichis matthewsi (Wollaston, 1864)
- Acrotrichis norvegica Strandt, 1941
- Acrotrichis parva Rosskothen, 1935
- Acrotrichis pumila (Erichson, 1845)
- Acrotrichis rosskotheni Sundt, 1971
- Acrotrichis rugulosa Rosskothen, 1935
- Acrotrichis sericans (Heer, 1841)
- Acrotrichis silvatica Rosskothen, 1935
- Acrotrichis sitkaensis (Motschulsky, 1845)
- Acrotrichis sjobergi Sundt, 1958
- Acrotrichis strandi Sundt, 1958
- Acrotrichis suecica Sundt, 1958
- Acrotrichis thoracica (Waltl, 1838)
- Acrotrichis umbricola Wollaston, 1854
- Acrotrichis volans (Motschulsky, 1845)
- Acrotrichis wollastoni (Matthews, 1865)
- Acrotrichis grandicollis (Mannerheim, 1844)
- Acrotrichis montandoni (Allibert, 1844)
- Acrotrichis sanctaehelenae Johnson, 1972
- Acrotrichis chevrolati (Allibert, 1844)